# Chochla

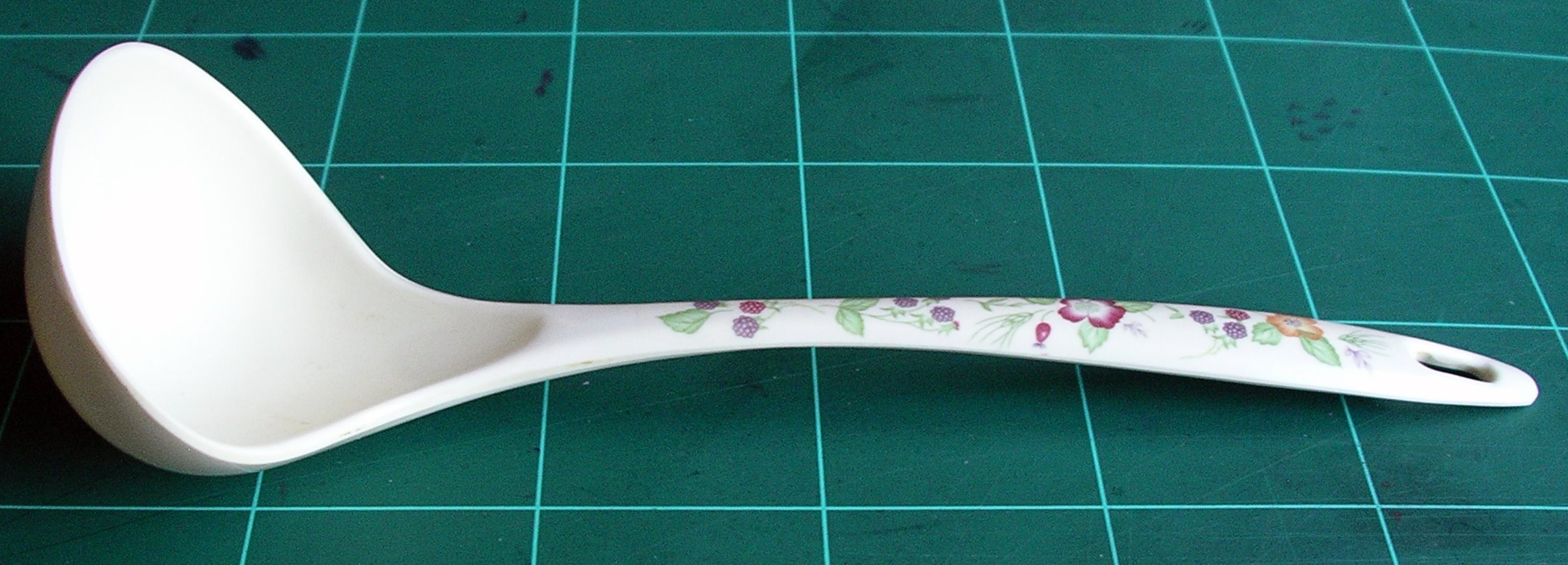
Chochla z melaminy

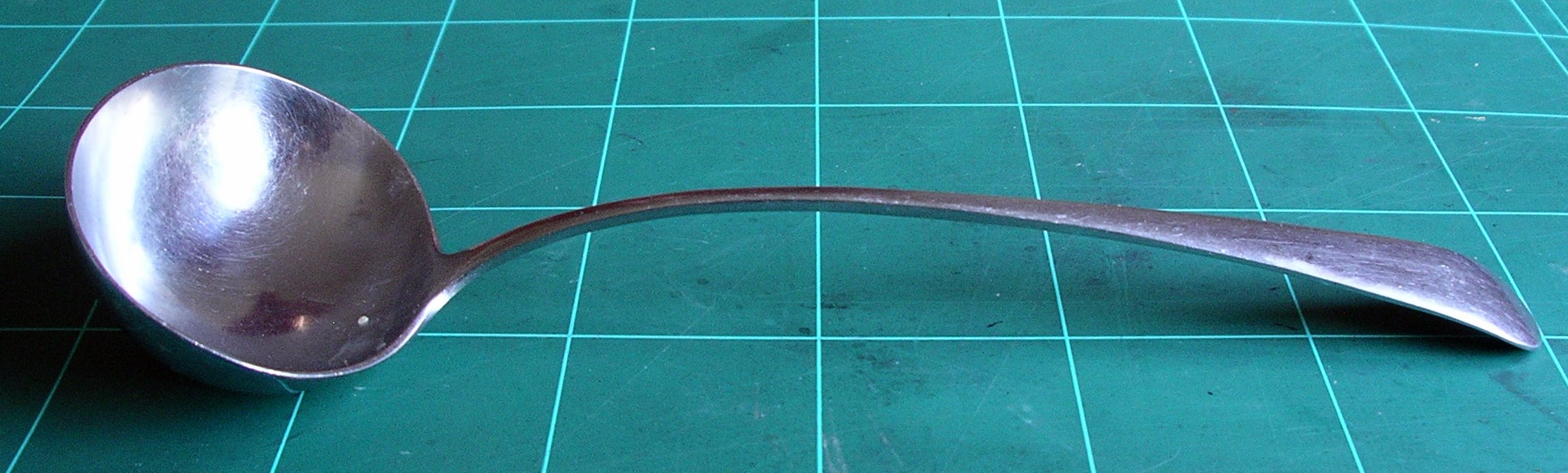
Chochla stalowa

Chochla – narzędzie do nakładania posiłków (sztuciec); duża łyżka przystosowana do głębokich naczyń. Chochlą zazwyczaj nalewa się zupę lub inne ciecze. Wykonana jest najczęściej z metalu lub tworzyw sztucznych.

## Opis
Typowa chochla ma długi uchwyt zakończony małą, głęboką miską, często ustawioną pod takim kątem, by ułatwić podnoszenie cieczy. Podobnie jak inne naczynia kuchenne, chochle są zazwyczaj zrobione z nierdzewnych, stalowych stopów. Mogą być również zrobione z aluminium, srebra, plastików, bambusa lub innych materiałów. Ich rozmiar waha się w zależności ich docelowego zadania. Większe chochle mają około 30 cm.